# Chermes

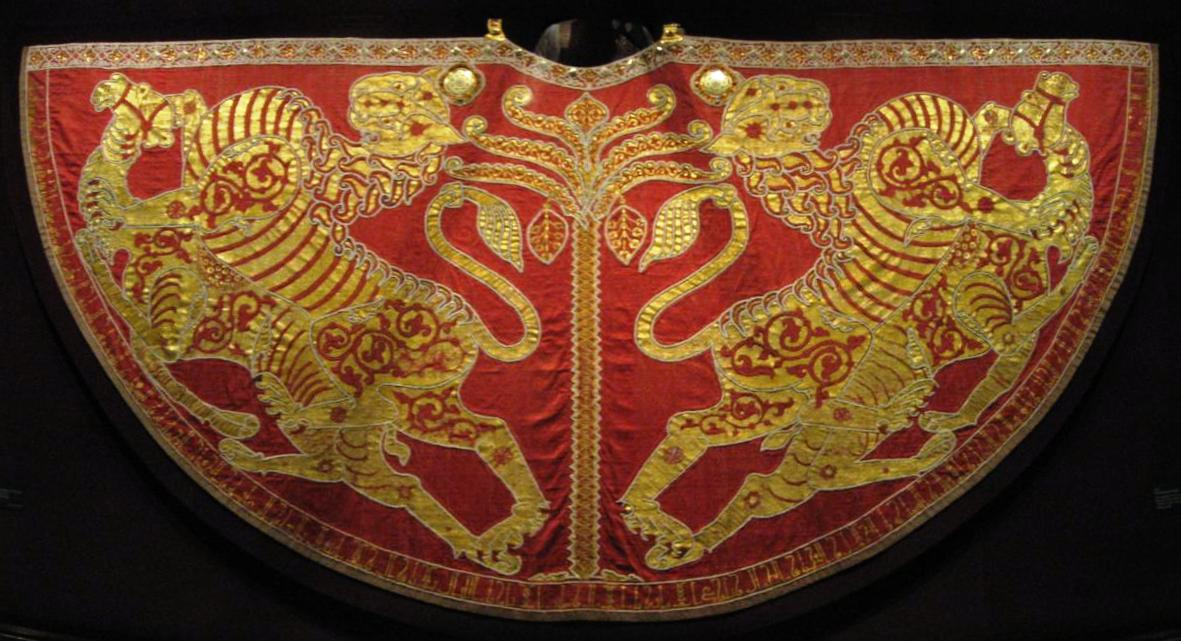
Il Manto dell'incoronazione di Ruggero II di Sicilia, seta tinta con il chermes e ricamata con fili d'oro e perle. Laboratorio Reale, Palermo, Sicilia, 1133–34. Kunsthistorisches Museum, Vienna.

Il chermes (o kermes) è un colorante rosso vivo ricavato dai corpi essiccati delle femmine di alcune specie di cocciniglia, assai usato nell’antichità per la tintura di stoffe, oggi quasi in disuso, perché sostituito da coloranti sintetici, e adoperato solo per la colorazione del liquore alchermes. Gli insetti sono del genere Kermes, principalmente Kermes vermilio, sono originari della regione mediterranea e si nutrono della linfa della quercia spinosa. Il colorante ricavato da tali insetti era usato già dagli antichi Greci e Romani. Dotato di una tonalità rossa ricca, ha una buona solidità del colore sulla seta e sulla lana, ed infatti molto apprezzato in epoca medievale per tingere questi tessuti. Dopo il Medioevo fu sostituito da altre tinture rosse.

## Etimologia
Il nome deriva dallo spagnolo quermes, che ha la stessa origine di "cremisi" e "chermisi", ossia il persiano قرمز qermez, adattamento dal sanscrito कृमिज kṛmi-jā "prodotto da insetti", tramite il latino medievale cremesinus o carmesinus usato per indicare gli insetti Kermes vermilio dai quali veniva estratto il colorante.

## Storia
Il colorante chermes è di origine antica; vasi di chermes sono stati trovati in una sepoltura in grotta neolitica ad Adaouste, a nordest di Aix-en-Provence.
Nel Medioevo, le sete cremisi e scarlatte tinte con il chermes nei nuovi centri di lavorazione della seta dell'Italia e della Sicilia superavano la leggendaria porpora "per rango e desiderabilità". La tintura era chiamata "grana" in tutte le lingue europee occidentali perché le uova essiccate assomigliavano a sottili granelli di frumento o sabbia, e i tessuti tinti con il chermes erano descritti come tinti nella grana. Le lane woolen venivano frequentemente tinte di blu con il guado prima della filatura e della tessitura, e poi tinte a pezzi nel chermes, producendo un'ampia gamma di colori, dai neri e grigi fino ai marroni, morati, porpora e sanguigne. Verso il XIV e XV secolo, lo scarlatto brillante di puro chermes a grana piena era "di gran lunga il più apprezzato, più regale" colore per i tessuti di lana lussuosi nei Paesi Bassi, in Inghilterra, Francia, Spagna e Italia.
In seguito alla conquista spagnola dell'Impero azteco, la cocciniglia messicana, che produceva un colorante più forte e poteva quindi essere usata in quantità minori, sostituì i coloranti al chermes nell'uso generale in Europa.